# Амбос Мундос (Гавана)
Отель Амбос Мундос (исп. Hotel Ambos Mundos — букв. «Оба мира») — пятиэтажный отель квадратной формы в стиле эклектики XX века. Он был построен в 1924 году на месте прежнего семейного дома на перекрёстке улиц Обиспо и Меркадерес в районе Старой Гаваны (Куба). Отель является популярной туристической достопримечательностью, так как он служил резиденцией известного писателя Эрнеста Хемингуэя в течение семи лет в 1930-х годах.

## История
С колониальных времён территория Старой Гаваны, в которой сейчас расположен отель, была застроена многочисленными семейными домами. В начале XX века испанский торговец Антолин Бланко Ариас купил семейный дом на этом месте у своего коллеги Мануэля Льеранди-и-Томе. Новый владелец снёс очень старый дом, чтобы построить отель, проектом которого занимался архитектор Луис Висе Эрнандес.
В 1930-х годах этот отель был собственностью семьи Аспер. Он привлекал писателей, актёров и актрис, а также множество американцев.
С того времени отель получил всемирную известность из-за своего самого известного постояльца: в 1932 году номер на верхнем (пятом) этаже стал «первым домом» на Кубе для писателя Эрнеста Хемингуэя, который отсюда наслаждался видами старой Гаваны и моря в порту, где он часто ловил рыбу на своей яхте «Pilar». Хемингуэй снимал комнату за полтора доллара в сутки (1,75 доллара за двухместное размещение) до середины 1939 года, когда он перенёс свою зимнюю резиденцию с Ки-Уэста (американского острова в 90 милях от Кубы) в дом на холмах недалеко от Гаваны: Финка Вихия, где он жил с Мартой Геллхорн, на которой женился в 1940 году. Хемингуэй начал свой роман «По ком звонит колокол», роман о Гражданской войне в Испании, в комнате в отеле Амбос Мундос 1 марта 1939 года.
Сегодня его комната № 511 в стиле ар-деко и ар-нуво содержится в таком состоянии, как будто автор только что её покинул, и представляет собой небольшой музей в центре отеля, с экскурсиями, регулярно проводимыми в дневное время. В углу вестибюля отеля на первом этаже также есть две стены с фотографиями в рамках, посвященными Хемингуэю.
В 1987 году отель подвергся небольшой реставрации, а в 1997 году была завершена более масштабная реконструкция по превращению его в роскошный отель, напоминающий о времени его расцвета. В 2004—2005 годах продолжились технические работы, чистка и покраска фасадов здания.

## Структура
Первоначальный план отеля предполагал трехэтажное здание: на первом должны были располагаться служебные и коммерческие помещения, а на двух верхних этажах — номера для гостей. Смешанная бетонная и стальная конструкция придавала зданию эклектичный и современный его времени облик. В 1924 году первоначальный план расширен с увеличением количества этажей до пяти. 6 января 1925 года строение официально объявлено пригодным для жилья.
Через пять лет после постройки на крыше здания был обустроен зал, откуда открывался вид на гавань, а также появилась своя кухня и обслуживание. И поныне в отеле работают оригинальные лифты производства Otis, а в вестибюле располагается низкий открытый пресноводный фонтан-бассейн, в котором содержатся черепахи.